# Annauir
Annauir és una xicoteta població de la comarca de la Costera al País Valencià, encaixada entre la falda occidental de la serra Vernissa i la vora dreta del riu Cànyoles. Es troba, flanquejada per palmeres, a 131 m d'altitud sobre el nivell del mar i 38° 58′ N i 0° 33′ O, i dista aproximadament 4 km de Xàtiva d'on és població pedània. Per aquesta raó tot allò que els annauirencs i les annauirenques coneixen com el seu "terme" aporta terrenys al de Xàtiva, al igual que el de Xàtiva, aporta terrenys al seu, amb un enriquiment simbiòtic i agermanat de patrimonis, Així i tot, aquest "terme" te 89 hectàrees. (1981) localitzat al sud-oest de Xàtiva limita amb els de: Torrella, Cerdà, la Granja de la Costera, Novetlè, Xàtiva, i Canals (d'on són pedanies la Torre d'en Cerdà, i Aiacor). Aquest "terme" per on antigament passaven la Via Augusta i el camí reial de Castella, inclou en part les partides de Font Jordana, Fondo del Raval, la Creu (Canals), Sagres, i totalment la del baix d'Annauir.

## Urbanisme i patrimoni
Indret clàssic de conreu agrícola, abasteix la seua rica horta amb l'aigua de la séquia de la Vila (hi extrau l'aigua del riu dels Sants que naix a L'Alcúdia de Crespins), a la qual es legisla el reg mitjançant unes ordenances de Castella del 1755.

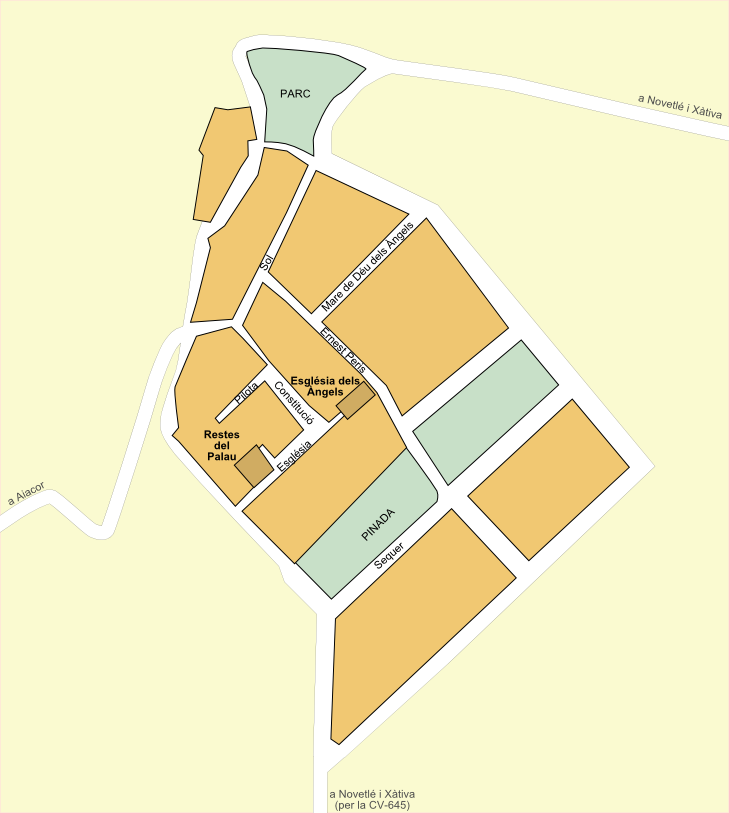
Plànol de la població.

La seua estructura urbana és tancada a l'exterior, obrint-se des de la plaça de la Constitució cap a dos carrers (de l'Església, i del Sol), i unint-se aquestos dos mitjançant un tercer carrer dividit en dos (del Sequer ò d'Ernest Peris, segons es mire). Aquesta formació urbana inclou un atzucac, carrer de la Pilota, on de tant en tant es practica aquest esport valencià. Ja al començament del segle xxi s'han construït cases adosades que han creat un nou carrer, per enllaçar l'inici del carrer del Sol amb el del Sequer. La urbanització del poble es troba legislada, des del Pla municipal d'ordenació urbanística del 1984.
Altres aspectes urbans dignes de menció són: una piscina municipal (1988), un centre social ubicat a l'antiga escola nacional (1990), un parc verd situat a l'antiga era del poble (1985), i la via de comunicació més antiga amb Novetlè i Xàtiva (el camí fondo d'Annauir) pavimentat des de l'any 1986.

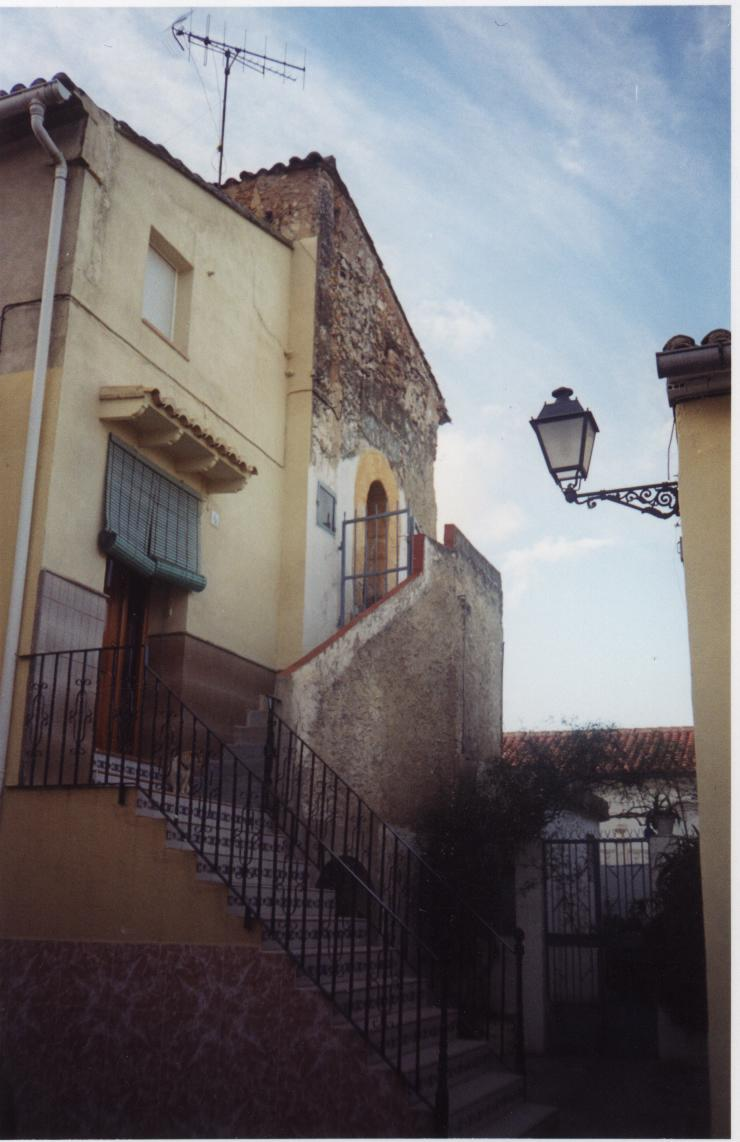
Torrelló S. XIV-XV

Cal també esmentar una església xicoteta (segle xvi) dedicada des de sempre a la mare de Déu dels àngels, la qual ompli amb decoració neoclàssica una planta rectangular amb sostre de volta de canó que es reforça amb tres arcs torals. Dos capelles laterals les quals contenen les imatges de Sant Antoni, Mare de Déu del Roser, i el Crist dels Afligits, i uns absis amb la de la Mare de Déu dels Àngels (patrona), rematen la decoració del temple junt amb la sagristia que es troba darrere de l'altar major.
A més a més hi havia una construcció de temps posterior a la reconquesta (segles xiv-xv), però d'aquesta residència del senyor feudal només es conservaven unes poques runes a mitjan segle xx, i ja al segle xxi es conserva sols un torrelló i perquè està integrat a habitatges unifamiliars, com per mala sort a tot arreu del país. Aquestes restes arqueològiques consisteixen en unes voltes a la planta baixa, restes d'un mur, i l'esmentat torrelló al qual s'accedeix per una escarpada escala i porta adovellada.

## Toponímia
El nom del poble sempre ha creat una mica de comfusió, atès que s'ha escrit com: Anouir, Anahuir, Annahuir, Anngüir, Anohuir, ò Anuir (com a municipi independent), segons les diferents èpoques històriques on es tracte de recercar dades.
El 1966 el professor en Manuel Sanchis Guarner proposa la grafia "Annauir" per a la llengua catalana, com el topònim més correcte de totes les existents. La raó d'aquesta postura està fonamentada en estudis etimològics de diversos autors, d'entre ells en Joan Coromines explica que el nom prové del plural àrab <àr.nauâir>, que traduït a la nostra parla té el significat de "les sénies".
Aquest fet es fa palés si s'observa que el poble està situat a una zona d'abundant aigua (la séquia de la Vila, el riu Cànyoles, la fonteta, el naixement, o les diverses basses de reg de la zona), que antigament aprofitaven diversos molins (de llum, fariners, de paper, etc.) com a motor de funcionament.

## Història
No hi ha cap data fundacional del poble a l'Arxiu Municipal de Xàtiva (d'on depén), als primers estudis publicats on es fa referència al naixement del poble escrits per n'Agustí Ventura es narra com cap al segle ix-x (després que els musulmans conqueriren Xàtiva al segle viii), es començà la tasca d'abastir d'aigua a la població de Xàtiva tant per a ús humà com agrícola. A aquestes dates és quan ell suposa que es construeix la séquia de la Vila, i gràcies a eixa construcció naixen les alqueries d'Annauir i Novetlè atesa la necessitat de conrear el fèrtil verger per on passava.
Malgrat aquesta proposta, estudis més recents de Marià Gonzalez Baldoví conclouen que la séquia de la Vila és, amb un grau de possibilitat molt alt, d'origen romà (Caiguda de l'Imperi Romà d'Occident, l'any 476), ja que els banys de la moreria ho són i rebien aigua d'aquesta séquia. A més a més l'autor esmenta que l'historiador Gonzalo Viñes va publicar a primers del s. XX que havia localitzat una vila romana a Annauir, tot i que com que no la va ubicar en el temps s'han perdut els indicis. Aleshores les més recents investigacions apunten a un origen romà de la població a l'espera de poder concretar millor la data fundacional per nous estudis.
Aquesta séquia de la Vila, i les alqueries, es mantenen tot i quan el 1244 el rei en Jaume I (el Conqueridor) assoleix el control del castell menor de Xàtiva, i el domini de la ciutat el 1246. Anys després, 1252, el rei concedeix carta de població (repartiment de llocs on viure) als moriscos de Xàtiva i comarca, els quals eren en gran majoria davent els cristians (que reberen carta de població el 1248-1250). Des de la reconquesta del rei Jaume fins a l'any 1276, es produeixen nombroses revoltes i avalots encapçalades per musulmans inconformistes a causa del canvi de poders a la regió; atés la població totalment musulmana d'Annauir és prou evident considerar-la involucrada d'alguna forma. Així doncs ja en època foral (quan existien els furs que organitzaven i protegien el País Valencià), es veu aparèixer el poble a un cens de poblacions de les corts de Montsó (Aragó) del 1510, dins de les alqueries del terme particular de Xàtiva. El terme particular de Xàtiva era el terme "municipal" que li corresponia en propietat, i el terme general era el que li pagava impostos encara que no fóra de la seua propietat.
A aquesta època foral, o edat mitjana, trobem que senyors feudals posseïdors del poble, varen ser d'entre altres: Francesc Sanç (al voltant de 1548), Alonso de Castro (cap al 1609), o Lluís Lleó Vives (sobre el 1830).
En època d'en Francesc Sanç (1534), la vicaria d'Annauir junt amb la de Novetlè se separen de la vicaria de Xàtiva, i tot fa pensar que aleshores és quan es va construir la primera església al poble.

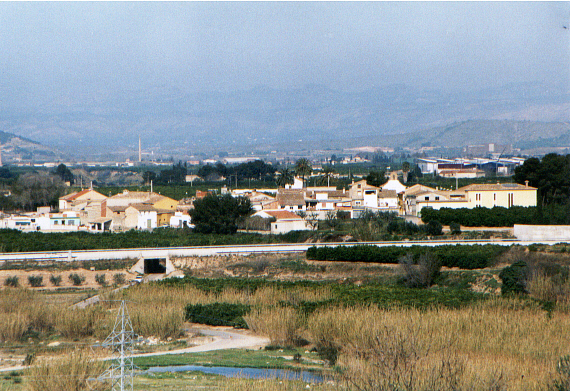
Vista del poble des d'Aiacor

Ja a l'època de N'Alonso de Castro, es llegeix públicament el 22 de setembre de 1609 el decret d'expulsió dels moriscos del País Valencià, i Annauir queda desert en abandonar-lo les 41 famílies residents (de les quals només dos eren propietàries de terres). Aquest decret a més de provocar un panorama desolador i d'abandó del poble, va suposar una forta crisi econòmica per a Xàtiva i tot el País. Però el 1611 el senyor feudal, Alonso de Castro, concedeix carta de població a 15 cristians els quals retornaren la vida al poble (Pere Montsó, Francesc Gisbert, Simeó Insa, Vicent Gil, Josep Tormo, Constantí Tomàs, Antoni Alcover, Jaume Esparza, Pere Alonso, Josep Penalba, Miquel Pérez, Lluís Orla, Josep Esquer, Jaume Ribas i Pere Espanya).
En vespres de la guerra de successió (el 16 d'abril de 1703) apareix assassinat al poble Vicent Garcia, fruit del conflicte ideològic comarcal entre botiflers (partidaris de Felip V: alta burgesia i noblesa), i maulets (partidaris de l'arxiduc Carles d'Àustria: gent del poble). A la font informativa no s'especifica la militància política de la víctima, però el que és veritablement important és que aquest conflicte va ser una mena de continuació de les germanies, com a avalot popular i reivindicatiu. Poc després, (25 d'abril de 1707) es produeix la batalla d'Almansa (lloc que és molt a prop) on varen ser derrotades les tropes autòctones, i després de la qual els valencians perden la sobirania, llengua i formes d'autogovern per a passar a estar sotmesos a les de Castella (Reial Ordre de 29 de juny de 1707), mitjançant el Decret de Nova Planta.
L'any 1791 està datat el molí paperer més antic d'Annauir; la qual cosa demostra que encara que fa temps, indústria d'alguna mena ha existit al poble alguna vegada.
Quan era senyor d'Annauir l'esmentat Lluís Lleó Vives (1835), són suprimits els senyorius a tot l'estat espanyol passant el poble a convertir-se en Ajuntament Constitucional (Ajuntament independent), amb el nom d'Anuir. Però les dificultats d'un poble tan menut, fan que la majoria del poble aprove la nova annexió a Xàtiva, cosa que succeeix finalment el 31 de novembre de 1883. A aquest curt període amb ajuntament propi (però més temps que les pedanies semblants a La Costera com Sorió o la Torre d'en Lloris), trobem gent com Francesc Bolinches (alcalde 1856), ò Josep Vila (secretari 1864, 1874), i d'altres més que col·laboraren en aquesta utopia independentista de 48 anys.
A cavall entre els segles XVIII i xix, les autoritats comencen a preocupar-se per la higiene a la comarca, i una de les mesures que prengueren va ser construir safareigs públics aprofitant les vertaderes artèries de La Costera: les séquies. Aquest fou el cas de safareigs com els de Vallés i d'altres més, per la qual cosa és obvi que el safareig d'Annauir va ser construït al voltant d'aquestes dates. Però la preocupació de les autoritats no era debades, es devia en part (però al mateix temps en gran manera) a les epidèmies de còlera que fuetejaren Europa els anys 1835, 1855, i 1885. A Annauir va afectar la darrera més que cap altra, la qual nasqué el 1884 atacant Itàlia i el sud de França. El 25 de març de 1885 es detecta el primer cas de còlera de l'Estat espanyol, a Xàtiva. L'epidèmia es va perllongar fins al 16 de juliol de forma oficial, i va provocar mortalitats de l'1,95% a Xàtiva, 5,89% Canals, 2,63% Llanera, 2,26% Torrella, i 1,51% a Vallés. D'Annauir no apareixen les dades doncs pertanyia a Xàtiva i és on es troben incloses, però més avall a l'apartat poblacional s'aprecia la davallada d'empadronaments.
Ja entrats al segle xx les generacions d'annauirencs crescuts amb històries de la guerra de Cuba i Filipines, marxen cap a la Guerra Civil (1936-1939) on defensaren el bàndol republicà. D'aquesta època no hi ha reflectida a l'Arxiu Municipal de Xàtiva cap informació del poble, només esmentar que el 12 de febrer de 1939 les tropes feixistes bombardegen l'estació de tren de Xàtiva, causant nombrosos morts i ferits.
A començament del S XX (1900-1935) el molí de la llum situat a la vora contrària del riu Cànyoles allotjava l'empresa Elèctrica de Montesa, la qual abastia de llum elèctrica al poble però també Novetlè i Xàtiva. Era un antic molí fariner reconvertit, amb 3 dinamos, 25000 m de fil, 84 pals de ferro i 45 pals de fusta.
A les històries contades del poble s'esmenta, que cap a la postguerra es van haver de fer unes obres a la plaça i va quedar al descobert un broll d'aigua del qual no es coneixia l'existència. Per tal de saber més d'ell es varen llançar pallocs de dacsa, i al cap d'un temps la fonteta vora riu va clarejar plena de pallocs. Així que el poble es troba sobre un aqüífer subterrani connectat amb el naixement de la vora del riu Cànyoles.

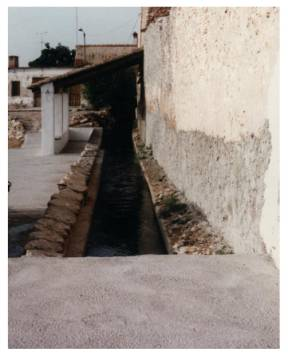
Safareig públic

A aquest segle és quan més millores s'han produït al nivell de vida del poble, només esmentar com a exemple les pavimentacions fetes: els carrers (primera pavimentació el 1973), el camí d'Aiacor asfaltat el (1989), l‘eixample del camí d'entrada per les palmeretes (1996), o la reforma del cementiri (1991). Aquesta reforma és ben recordada perquè va ser la gent del poble "a tanda de vila" (que vol dir treballant tots a les estones d'oci), la que va tombar la part vella perquè l'obrer només haguera d'alçar la nova construcció.
Cap a la fi del segle xx, el desenvolupament incontrolat i la necessitat irracional de progrés capgiren la riquesa natural i paisatgística: es contamina greument el riu Cànyoles, i entre l'autovia de les comarques centrals i el corredor ferroviari es trosseja el terme fent que es perda mobilitat així com l'assut del riu i la xopada. Però com a minsa esperança perquè s'aconseguisca mantenir intacte el patrimoni natural i cultural, es fa una reconstrucció del safareig (molt deteriorat ja) l'any 2000 el qual es podria haver rehabilitat i no es va fer.

## Fets històrics destacats

### L'escola
No està datat l'origen concret de la institució d'ensenyament al poble, però ja hi és datada quan el poble era municipi independent (1856), què queda vacant la plaça de professor a Annauir i a Novetlè, de forma que l'ajuntament va demanar fer districte comú amb el poble veí; el 19 de febrer de 1856 es lliura el lloc de treball a Josep Martínez, veí de Novetlè. Ja el 1928, sembla que l'estat de runa en què es trobava l'escola anima al poble (encapçalats pel mossén adient), perquè a "tanda de vila" se'n construïsca la que es va conéixer com a "escuela nacional", tal com es conserva a una xicoteta placa de la façana de l'edifici.
Fins ben entrat el segle xx, les gents del poble varen poder gaudir d'aquest lloc d'ensenyament on han aprés diverses generacions. I no va ser fins al 1984, quan després d'uns anys sense utilitat didàctica, l'Ajuntament de Xàtiva es va proposar convertir-la en centre social d'ús públic; açò s'aconseguiria l'any 1990. D'aquesta forma "l'escola " ha tornat a formar part de la vida de les noves generacions del poble, encara que amb un caire més lúdic.
Avui dia, l'escola és el lloc de trobada de les colles del poble, i magatzem d'ordinadors vells resultants d'un projecte de telecentre que mai va tenir manteniment i ha vist com tot es desfasava fins a convertir-se tot en inútil i no operatiu (una mostra més del balafiament de fons públics fet pel PPCV de forma generalitzada al País).

### Terratrèmols
La vall que el riu Cànyoles dibuixa entre la serra Grossa i la serra Plana, que ha fet de nexe d'unió ò d'aïllament (segons les èpoques) amb Castella, i que és en resum gran part de La Costera des del port d'Almansa passant per la Vall de Montesa fins a Barxeta, també amaga secrets i forces de la natura des de molt antic. Aquesta comarca és el punt d'encreuament entre el sistema ibèric, i les muntanyes pre-bètiques, les quals onegen entre ambdós gran part de la península Ibèrica. Aquest lloc conegut pels geòlegs com la falla sud-valenciana, ha estat escenari de diferents moviments sísmics al llarg dels temps.
El 18 de desembre de 1396 hi ha datat un amb epicentre a Xàtiva, el qual va provocar ensorraments de cases i desperfectes generalitzats a d'altres, a més a més de "no moltes" víctimes. Més endavant el 1523, se'n produeix un altre de característiques molt semblants però que sembla més suau, ja que només provoca ferits. Però potser el més recordat és el terratrèmol del 1748, el qual va tombar el castell de Montesa i va fer malbé el de Xàtiva. Aquestos fets afectaren a Annauir així com als pobles veïns.
Més recentment, el 15 de juny de 2008 a les 22:50h va haver un terratrèmol de magnitud 3,4 amb epicentre a Barxeta que es va percebre clarament per la població, així com el 31 d'agost de 2016 en va haver un altre de magnitud 2,1 amb epicentre a la població albacetenca d'Osa de Montiel.

### L'església

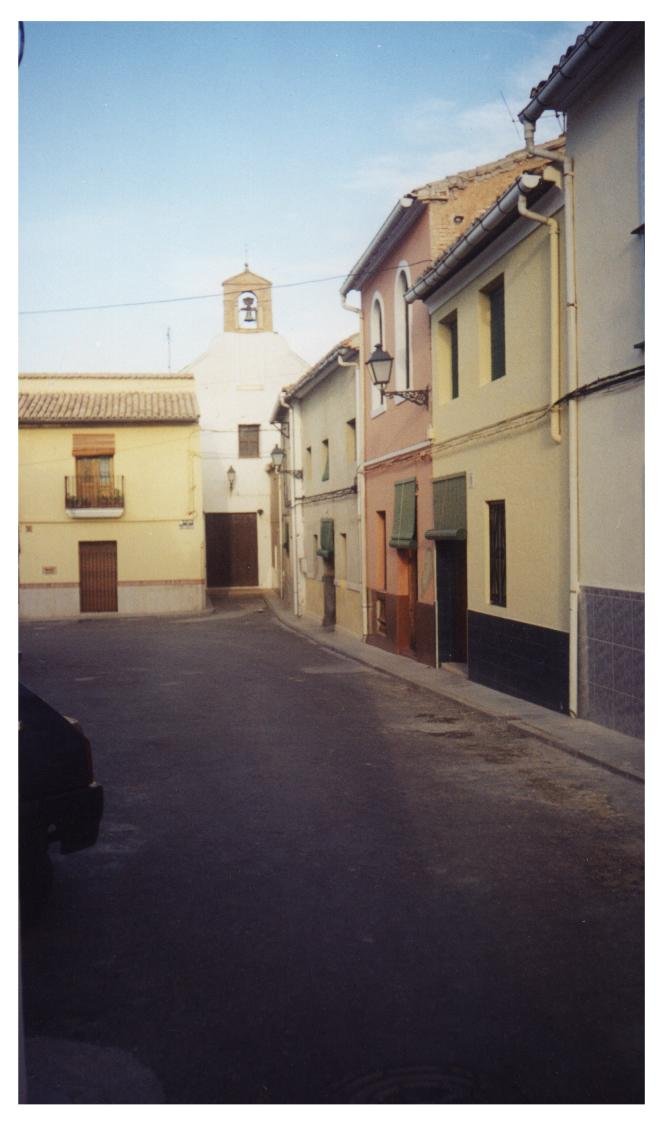
Església dedicada a la Mare de Déu dels Àngels

Com ja s'ha dit, el 1554 quan es crea la parròquia d'Annauir la població del poble era musulmana. Però a aquella època governava a l'església el beat En Joan de Ribera, el qual estava decidit a l'expulsió ò reconversió dels musulmans que habitaven el País Valencià. Per la qual cosa més que una escissió popular, l'església se separa de la de Xàtiva per a fer més senzilla la conversió al cristianisme dels infidels.
Més endavant l'església va caure en estat de runa al segle xviii, i va ser aleshores quan es va reconstruir totalment fins a tenir la forma i estil neoclàssic que s'ha heretat en l'actualitat. L'any 1892 es va reformar, el 1925 es va substituir el paviment, i el 1993 es va reformar el campanar. El 2010 es reforça el campanar i es substitueix la campana, també gràcies a uns veïns del poble es col·loca un rodapeus i es pinta la façana, així com es posa il·luminació de baix consum.

### L'aigua al poble
Tot i que el poble està situat a un lloc on l'aigua n'és un element abundant, des de la contaminació del riu Cànyoles i els aqüífers subterranis a mitjà segle xx, hi ha hagut problemes d'abastiment. La séquia de la Vila i la fonteta del poble el van abastir al llarg dels segles, però els vessaments urbans i l'augment de les mesures sanitàries, varen fer que s'haguera de canviar de font d'aigua per passar a abastir-se del riu de Sants mitjançant la nova (i primera) xarxa d'abastiment d'aigua potable el 1968-1969.
Però el 1983 el dipòsit pateix una filtració del riu Cànyoles (molt contaminat aleshores) i el poble es queda sense aigua per a beure. Aquesta època és recordada per molta gent, ja que a ella s'abastia d'aigua per al consum humà mitjançant cubes que els bombers feien arribar al poble. Així doncs el 1984 s'inaugura per part de l'ajuntament de Xàtiva el nou dipòsit per tal d'abastir-lo, construït en uns terrenys comprats a preu simbòlic a un veí del poble (Emilio Perales Borredà). Tot i aquesta solució, el poble va patir algunes vegades de mancança del preuat líquid atés que el dipòsit es fa servir també per a reg.
El 1994 la Diputació Provincial de València enllesteix una xarxa d'aigua potable per a tota la comarca que dona a beure a tothom excepte a Novetlè i Annauir, que passen a ser abastits del dipòsit del camí la bola de Xàtiva l'any 2003.

## Població
Aquesta barreja de notícies i curiositats al voltant del poble, estaria una mica coixa si no es parlara encara que per damunt damunt de l'evolució poblacional. A la taula següent es poden llegir dades concretes de població a diferents anys, a manera d'esbós.
| Any      | 1609 | 1646 | 1692 | 1703 | 1712/13 | 1730 | 1768 | 1786 | 1793 | 1857 | 1868 | 1877 | 1895 | 1918 | 1936 | 1945 | 1955 | 1965 | 1975 | 1981 |
| Població | 41*  | 11*  | 15*  | 15*  | 15*     | 15*  | 115  | 105  | 21*  | 172  | 157  | 167  | 149  | 171  | 149  | 179  | 174  | 145  | 111  | 91   |

| Any      | 1986 | 1991 | 1996 | 2003 | 2006 | 2010 | 2011 | 2025 |  |  |  |  |  |  |  |  |  |  |  |  |  |
| Població | 77   | 82   | 83   | 60   | 84   | 114  | 124  | 237  |  |  |  |  |  |  |  |  |  |  |  |  |  |

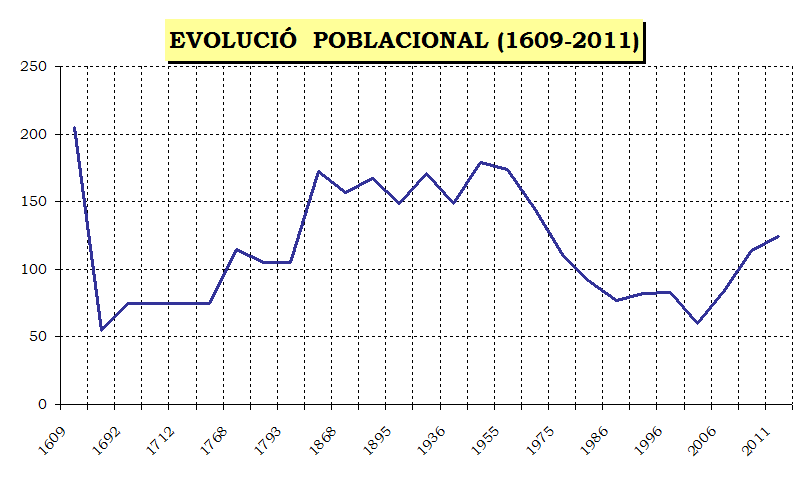
Evolució poblacional des del 1609 fins al 2011

Curiositats a banda, les dades marcades amb * només compten veïns tal com es comptabilitzaven a aquella època, és a dir només els caps de família; aleshores per tal de conèixer un nombre més real i aproximat de persones que habitaven el poble, cal multiplicar la dada de la taula per 4 ò 5 membres que tenia cada família (per norma general). Aquest particular recompte va perdurar fins a 1857, quan ja es va imposar el recompte de persones front al de "veïns" o "focs".
També es pot observar a la taula, que cap a l'any 1885 es produeix una minva forta d'habitants. Aquesta davallada produïda pel còlera amb prou seguretat, presenta valors mínims de població només comparables als de començament de la guerra civil, o fins i tot als de meitat de segle xx quan es produeix la diàspora de gent del poble cap a altres pobles de la comarca, recercant nous modus vivendi que no depenguen del camp.